# Kapelle Birgel

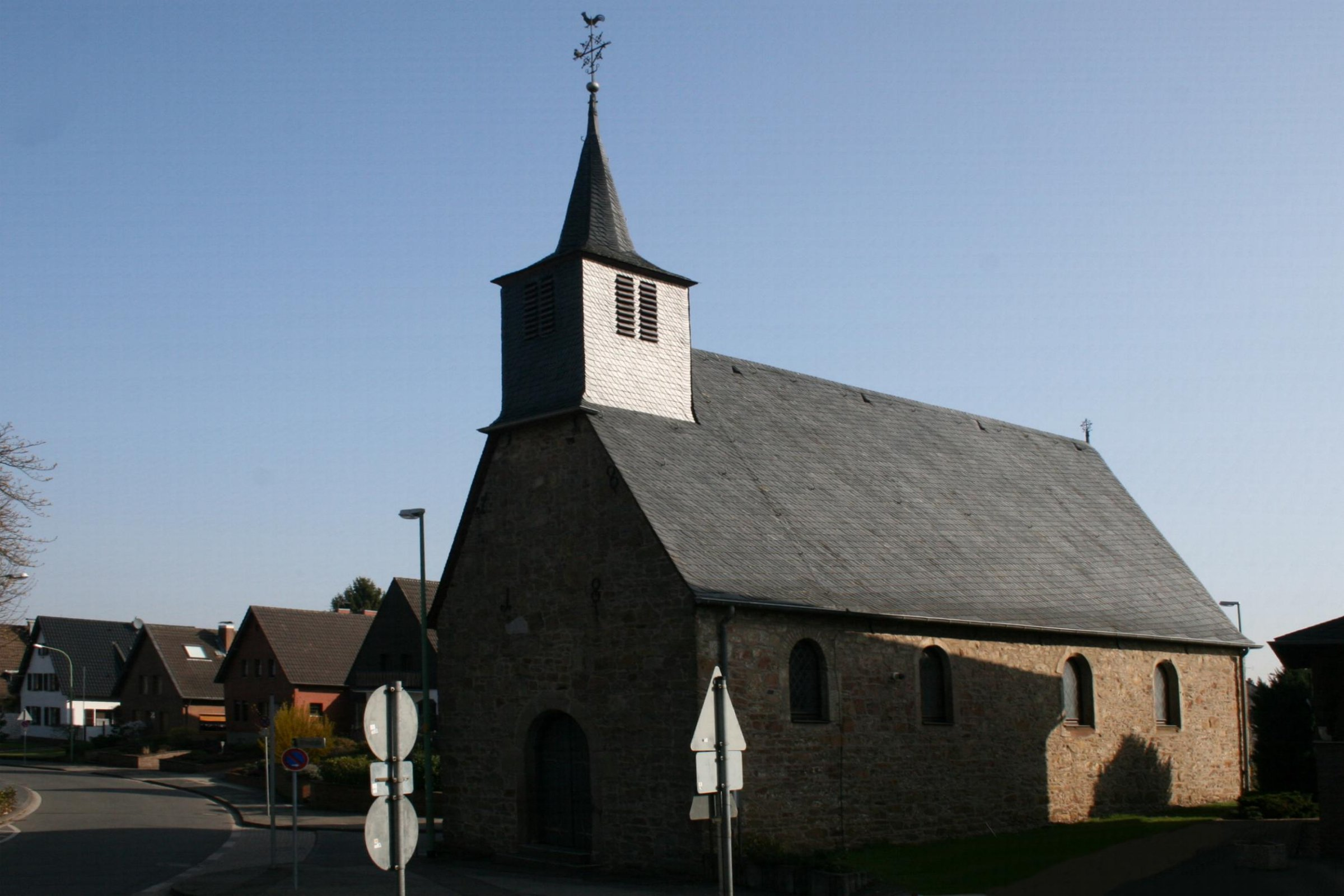

Die Kapelle Birgel befindet sich im Dürener Stadtteil Birgel in Nordrhein-Westfalen. 
Die alte katholische Kapelle in der heutigen Bergstraße war die ehemalige Burgkapelle. Der einfache Saalbau wurde aus Bruchsteinen erbaut und hat einen verschieferten Dachreiter. Traufseitig sind vier Achsen zu sehen. Die Rundbogenfenster haben Werkstein-Gewände.
Das Bauwerk ist unter Nr. 4/004 in die Denkmalliste der Stadt Düren eingetragen.

## Geschichte
Die Kapelle wurde im 17. Jahrhundert auf einem älteren Vorgängerbau errichtet. Zwischen 1818 und 1826 wurde sie restauriert und erweitert. Das Gebäude erlitt 1859 Schäden durch einen Blitzschlag.
Die Gemeinde Birgel versuchte seit 1861 die staatliche Anerkennung der Kapelle zu erreichen, was schließlich 1867 gelang. 1875 erhielt die Kapelle die vermögensrechtliche Selbstverwaltung.